# EPrix van Rome 2019
De ePrix van Rome 2019, een race uit het Formule E-kampioenschap, werd gehouden op 13 april 2019 op het Circuito cittadino dell'EUR. Het was de zevende race van het seizoen.
De race werd gewonnen door Mitch Evans voor het team Panasonic Jaguar Racing. Voor zowel Evans als Jaguar was het de eerste overwinning in het kampioenschap. Polesitter André Lotterer werd voor het DS Techeetah Formula E Team tweede. HWA Racelab-coureur Stoffel Vandoorne werd derde en behaalde de eerste podiumfinish in het kampioenschap van zowel zichzelf als het team.

## Kwalificatie
| Pos                 | No | Coureur                | Team                        | Q1       | Q2       | Grid |
| ------------------- | -- | ---------------------- | --------------------------- | -------- | -------- | ---- |
| 1                   | 36 | André Lotterer         | DS Techeetah Formula E Team | 1:29.761 | 1:32.123 | 1    |
| 2                   | 20 | Mitch Evans            | Panasonic Jaguar Racing     | 1:29.942 | 1:32.483 | 2    |
| 3                   | 7  | José María López       | Geox Dragon Racing          | 1:30.099 | 1:32.906 | 3    |
| 4                   | 5  | Stoffel Vandoorne      | HWA Racelab                 | 1:30.207 | 1:33.233 | 4    |
| 5                   | 6  | Maximilian Günther     | Geox Dragon Racing          | 1:30.277 | 1:35.640 | 5    |
| 6                   | 23 | Sébastien Buemi        | Nissan e.Dams               | 1:30.341 | 1:36.331 | 6    |
| 7                   | 48 | Edoardo Mortara        | Venturi Formula E Team      | 1:30.397 |          | 7    |
| 8                   | 4  | Robin Frijns           | Envision Virgin Racing      | 1:30.422 |          | 8    |
| 9                   | 94 | Pascal Wehrlein        | Mahindra Racing             | 1:30.609 |          | 14   |
| 10                  | 19 | Felipe Massa           | Venturi Formula E Team      | 1:30.623 |          | 9    |
| 11                  | 22 | Oliver Rowland         | Nissan e.Dams               | 1:30.723 |          | 10   |
| 12                  | 28 | António Félix da Costa | BMW i Andretti Motorsport   | 1:30.804 |          | 11   |
| 13                  | 2  | Sam Bird               | Envision Virgin Racing      | 1:30.880 |          | 12   |
| 14                  | 11 | Lucas di Grassi        | Audi Sport ABT Schaeffler   | 1:30.977 |          | 13   |
| 15                  | 17 | Gary Paffett           | HWA Racelab                 | 1:30.980 |          | 15   |
| 16                  | 25 | Jean-Éric Vergne       | DS Techeetah Formula E Team | 1:31.016 |          | 16   |
| 17                  | 66 | Daniel Abt             | Audi Sport ABT Schaeffler   | 1:31.043 |          | 17   |
| 18                  | 16 | Oliver Turvey          | NIO Formula E Team          | 1:31.043 |          | 18   |
| 19                  | 64 | Jérôme d'Ambrosio      | Mahindra Racing             | 1:31.192 |          | 19   |
| 20                  | 8  | Tom Dillmann           | NIO Formula E Team          | 1:31.220 |          | 20   |
| 110%-tijd: 1:38.737 |    |                        |                             |          |          |      |
| 21                  | 3  | Alex Lynn              | Panasonic Jaguar Racing     | 1:39.657 |          | 21   |
| 22                  | 27 | Alexander Sims         | BMW i Andretti Motorsport   | 1:46.182 |          | 22   |

## Race
| Pos | No | Coureur                | Team                        | Rondes | Tijd/Oorzaak uitval | Grid | Punten |
| --- | -- | ---------------------- | --------------------------- | ------ | ------------------- | ---- | ------ |
| 1   | 20 | Mitch Evans            | Panasonic Jaguar Racing     | 29     | 1:33:51.140         | 2    | 25     |
| 2   | 36 | André Lotterer         | DS Techeetah Formula E Team | 29     | +0.979              | 1    | 21     |
| 3   | 5  | Stoffel Vandoorne      | HWA Racelab                 | 29     | +6.399              | 4    | 15     |
| 4   | 4  | Robin Frijns           | Envision Virgin Racing      | 29     | +9.181              | 8    | 12     |
| 5   | 23 | Sébastien Buemi        | Nissan e.Dams               | 29     | +9.778              | 5    | 11     |
| 6   | 22 | Oliver Rowland         | Nissan e.Dams               | 29     | +11.262             | 10   | 8      |
| 7   | 11 | Lucas di Grassi        | Audi Sport ABT Schaeffler   | 29     | +24.340             | 13   | 6      |
| 8   | 64 | Jérôme d'Ambrosio      | Mahindra Racing             | 29     | +28.633             | 19   | 4      |
| 9   | 28 | António Félix da Costa | BMW i Andretti Motorsport   | 29     | +30.651             | 11   | 2      |
| 10  | 94 | Pascal Wehrlein        | Mahindra Racing             | 29     | +30.735             | 14   | 1      |
| 11  | 2  | Sam Bird               | Envision Virgin Racing      | 29     | +32.272             | 12   |        |
| 12  | 3  | Alex Lynn              | Panasonic Jaguar Racing     | 29     | +42.238             | 21   |        |
| 13  | 16 | Oliver Turvey          | NIO Formula E Team          | 29     | +48.616             | 18   |        |
| 14  | 25 | Jean-Éric Vergne       | DS Techeetah Formula E Team | 29     | +49.732             | 16   |        |
| 15  | 8  | Tom Dillmann           | NIO Formula E Team          | 29     | +52.253             | 20   |        |
| 16  | 7  | José María López       | Geox Dragon Racing          | 29     | +1:10.373           | 3    |        |
| 17  | 27 | Alexander Sims         | BMW i Andretti Motorsport   | 29     | +1:11.373           | 22   |        |
| 18  | 66 | Daniel Abt             | Audi Sport ABT Schaeffler   | 28     | +1 ronde            | 17   |        |
| 19  | 6  | Maximilian Günther     | Geox Dragon Racing          | 28     | +1 ronde            | 5    |        |
| DNF | 19 | Felipe Massa           | Venturi Formula E Team      | 11     | Uitgevallen         | 9    |        |
| DNF | 48 | Edoardo Mortara        | Venturi Formula E Team      | 8      | Uitgevallen         | 7    |        |
| DNF | 17 | Gary Paffett           | HWA Racelab                 | 0      | Ongeluk             | 15   |        |

## Tussenstanden wereldkampioenschap

### Coureurs
| Positie | No. | Rijder                 | Team                        | Punten |
| ------- | --- | ---------------------- | --------------------------- | ------ |
| 01      | 64  | Jérôme d'Ambrosio      | Mahindra Racing             | 65     |
| 02      | 28  | António Félix da Costa | BMW i Andretti Motorsport   | 64     |
| 03      | 36  | André Lotterer         | DS Techeetah Formula E Team | 62     |
| 04      | 20  | Mitch Evans            | Panasonic Jaguar Racing     | 61     |
| 05      | 11  | Lucas di Grassi        | Audi Sport ABT Schaeffler   | 58     |
| 06      | 4   | Robin Frijns           | Envision Virgin Racing      | 55     |
| 07      | 25  | Jean-Éric Vergne       | DS Techeetah Formula E Team | 54     |
| 08      | 2   | Sam Bird               | Envision Virgin Racing      | 54     |
| 09      | 48  | Edoardo Mortara        | Venturi Formula E Team      | 52     |
| 10      | 66  | Daniel Abt             | Audi Sport ABT Schaeffler   | 44     |

### Constructeurs
| Positie | Team                        | Punten |
| ------- | --------------------------- | ------ |
| 01      | DS Techeetah Formula E Team | 116    |
| 02      | Envision Virgin Racing      | 109    |
| 03      | Audi Sport ABT Schaeffler   | 102    |
| 04      | Mahindra Racing             | 102    |
| 05      | BMW i Andretti Motorsport   | 82     |
| 06      | Venturi Formula E Team      | 67     |
| 07      | Nissan e.dams               | 65     |
| 08      | Panasonic Jaguar Racing     | 62     |
| 09      | HWA Racelab                 | 22     |
| 10      | NIO Formula E Team          | 06     |